# Blida (provins)
Provinsen Blida (arabisk: ولاية البليدة) er en af Algeriets 48 provinser. Provinsen har et areal på 1.479 km2
og et indbyggertal på 1.002.937 (2008) indbyggere. Administrationscenteret er byen Blida.